# Moixerif
Moixerif (àrab: مشرف, muxrif, literalment ‘supervisor’, ‘controlador’) fou un càrrec administratiu existent a diversos estats islàmics, en primer lloc al Califat Abbàssida i després als estats que el van succeir (gaznèvides, seljúcides, aiúbides i mamelucs), així com al Magreb i al subcontinent indi (sultanat de Delhi). El mot moixerif és equivalent a ‘supervisor’ o ‘controlador’, si bé les seves funcions no sempre foren les mateixes arreu.